# Chiesa di San Vincenzo Ferreri (Ragusa)
La chiesa di San Vincenzo Ferreri, altrimenti nota come chiesa della Madonna del Santissimo Rosario, è una chiesa di Ragusa situata in piazza G.B. Hodierna, all'ingresso dei Giardini Iblei. La chiesa è sconsacrata e, da dicembre del 2010, è adibita ad auditorium pubblico.

## Storia
La fondazione della chiesa viene fatta risalire al 1509 ad opera dei frati domenicani. Annesso alla chiesa venne contestualmente realizzato un convento (oggi non più esistente) successivamente ampliato nel '600. Sebbene non siano noti in dettaglio i danni subiti dal complesso a causa del terremoto del 1693, la presenza di un grande portale murato nella parete nord della chiesa, nonché di altri elementi (come altre aperture murate), fa ritenere che la chiesa non crollò del tutto ma venne semplicemente riparata e consolidata. Sia la facciata sia gli interni, infatti, furono rifatti (o perlomeno pesantemente restaurati) durante il 1700, con la costruzione dietro l'abside (nel 1727) di un oratorio adibito a sede della confraternita domenicana.
La chiesa e il convento subirono gravi trasformazioni nel XX secolo. Negli anni '20 buona parte dell'oratorio venne demolito per la creazione del viale, interno ai giardini, che collega la chiesa di San Vincenco Ferreri alla chiesa di San Giacomo. Ben più ingenti furono però i danni apportati tra gli anni '50 e '60 con la demolizione del convento per fare posto ad una scuola superiore. Anche se a causa di questi interventi la chiesa in sé riportò danni contenuti, il totale abbandono in cui fu relegata negli anni successivi aggravarono pesantemente le sue condizioni e si verificò perfino il crollo del tetto.
Nel 2004 furono deliberati i lavori di restauro della chiesa. Oltre ad un restauro completo degli interni (primo tra tutti il rifacimento del tetto) e della facciata, durante l'intervento è stata demolita la scuola fabbricata negli anni '50 ridando luce alla parte nord della chiesa e permettendo la messa in opera di alcuni consolidamenti strutturali.
Conclusi i lavori di restauro, dal dicembre 2010 la chiesa è adibita ad auditorium pubblico con circa 140 posti a sedere; essa viene usata regolarmente per manifestazioni culturali quali eventi musicali e conferenze pubbliche di vario genere (tra cui incontri di divulgazione scientifica).

## Descrizione

### Facciata

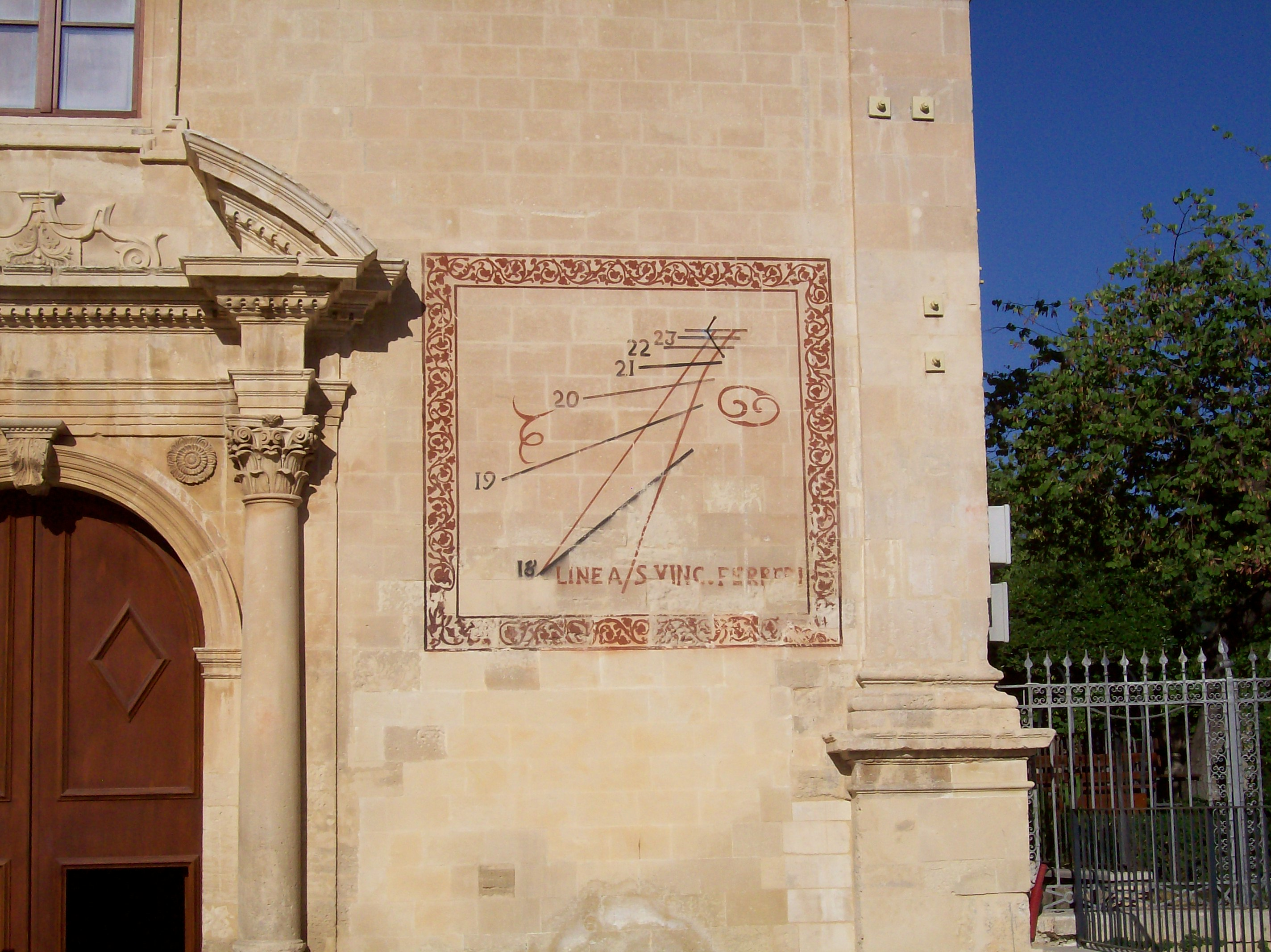
Orologio solare sulla facciata (un giorno dopo il solstizio d'estate).

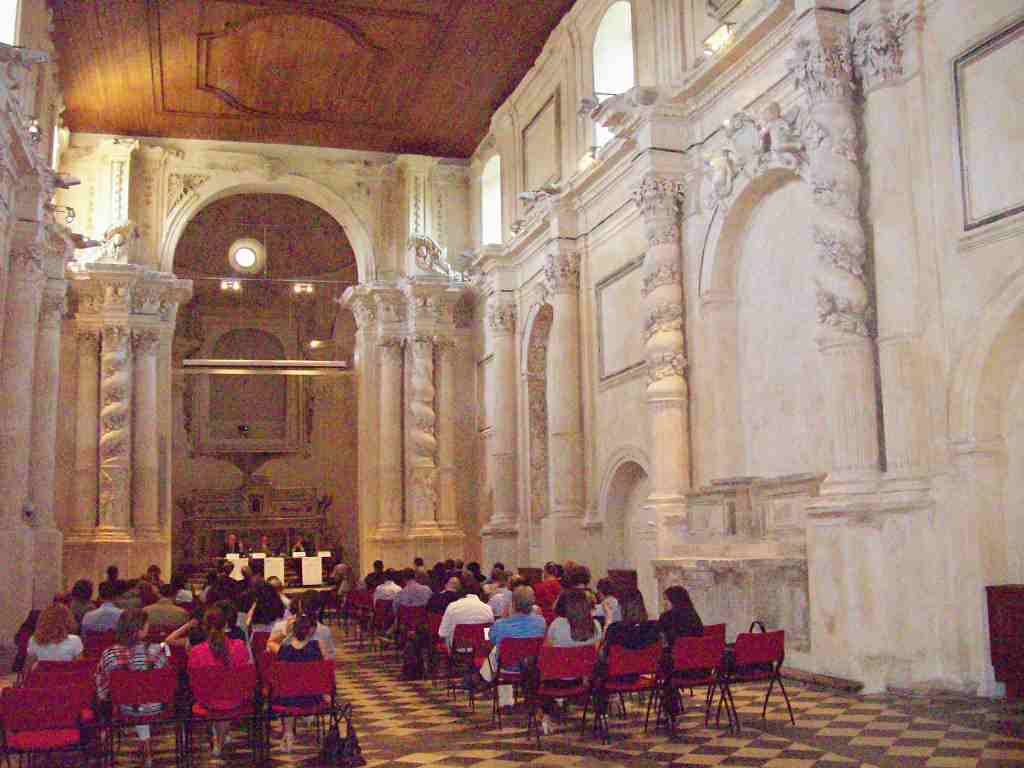
Interni della chiesa di San Vincenzo Ferreri.

Non è noto se la facciata attuale sia stata interamente ricostruita dopo il terremoto del 1693 oppure se negli anni immediatamente successivi al sisma si sia provveduto solo ad un restauro della facciata originale. Lo stile architettonico farebbe propendere per la seconda ipotesi ma i dubbi rimangono.
La facciata in sé appare relativamente semplice: di forma rettangolare, costruita con conci di calcare, è delimitata ai due lati da paraste corinzie. Sopra di esse è presente una cornice aggettante mutilata nell'estremità sinistra negli anni '50 per far posto alla scuola, quasi attaccata alla parete della chiesa; la cornice è a sua volta sormontata da una balaustra.
Il portale è decorato con due semicolonne corinzie che sorreggono un timpano spezzato ad arco ribassato. Sopra al portale è presente una finestra sovrastata da una piccola cornice.

#### Campanile
Un elemento di rilievo nella facciata è il campanile. Sorretto da un robusto basamento, è caratterizzato da una cella campanaria a quattro luci. A spiccare è comunque la cuspide caratterizzata da piastrelle colorate formanti motivi a zig-zag.

#### Orologio solare
La facciata è ulteriormente impreziosita dalla presenza di un grande orologio solare; essendo la facciata rivolta quasi ad ovest, l'orologio è in genere illuminato nelle ore pomeridiane. Il quadrante è ad ore italiche (riportate in nero), in rosso sono riportate anche la linea degli equinozi e quella Gemelli/Leone. Nella parte inferiore si può leggere la scritta "LINEA S. VINC. FERRERI".

### Interni

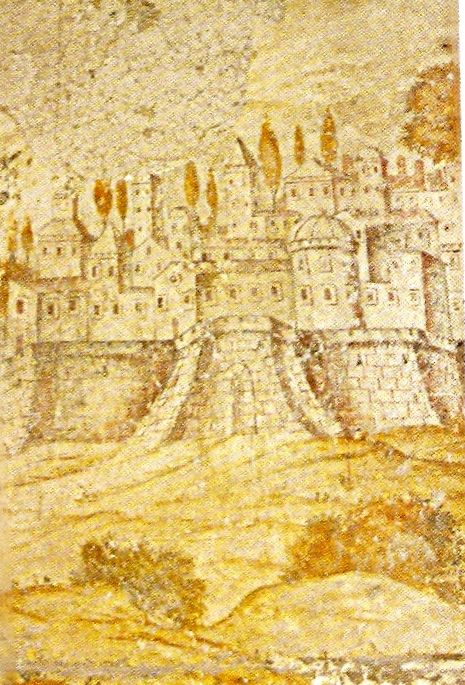
Dipinto all'interno della chiesa raffigurante Ragusa in epoca medievale

L'interno della chiesa è ad una sola navata, terminante con un'abside semicircolare. L'attuale assenza dei dipinti originariamente esistenti è comunque ben compensata dalla presenza di numerose colonne tortili arricchite da motivi fogliacei e da putti reggicartiglio. Sulla parete sovrastante uno degli altari laterali è possibile ammirare un affresco raffigurante un paesaggio urbano.

### Convento
Diciannovesima istituzione dell'Ordine dei frati predicatori in terra di Sicilia, strutture destinate nel 1928 ad edificio scolastico in seguito riedificato.